# 552

## Evenimente
- Bătălia de la Asfeld. Confruntare între triburile germanice ale longobarzilor și gepizilor. Conduși de regele Audoin, longobarzii au obținut victoria asupra lui Turismod.
- Ia sfârșit Perioada Yamato (cca. 300 - 552). Vezi Cronologia împăraților Japoniei.

## Nașteri
- dată necunoscută: Ethelbert de Kent  (d. 612)

## Decese
- dată necunoscută: Totila  (n. 510)
- 30 octombrie: Teia  (n. ?)
- 25 august: Mina al Constantinopolului patriarh al Constantinopolului (n. ?)
- dată necunoscută: Aba I  (n. ?)